# مری ان سامرز
مری ان سامرز یک شخصیت داستانی بود. او در تلویزیون در سریال کمدی جزیره گیلیگان که بر روی دستگاه CBS شبکه ۱۹۶۴–۱۹۶۷، اجرا شد؛ بازی کرد. او همچنین بازیگر فیلم داون ولز بود.
ماری آن توسط بازیگر زن داون ولز به تصویر کشیده شده‌است. او دختری ساده لوح است، همچنین به عنوان یک دوست پر زرق و برق هالیوود جینجر گرانت، با بازی تینا لوئیس بود. علاوه بر این، مهارت‌های عملی خانگی او را به عضوی ضروری از گروه تبدیل کرد. او اهل وینفیلد، کانزاس، یک دختر مزرعه‌دار است و اشاره ای به دوروتی گیل دارد که جودی گارلند در فیلم کلاسیک جادوگر اوز در سال ۱۹۳۹ بازی می‌کند
او در «تور سه ساعته» که در یک مسابقه برنده شده بود، در دریا گم شد و در اواخر نوجوانی تا اوایل بیست سالگی، به تنهایی سفر می‌کرد. بعد از مدتی او به دیگران می‌گوید که یک دوست پسر به نام کانزاس دارد، بنابراین آنها فکر می‌کنند که شخص خاصی در انتظار او است، اما بعداً اعتراف می‌کند که او اصلاً دوست پسرش نیست. در نجات از جزیره گیلیگان، مشخص شد که او در واقع نامزدش بوده و نامزدش ۱۵ سال منتظر او بوده‌است، اما هنگامی که نجات پیدا کرد آنها دیگر یکدیگر را دوست نداشتند و او به جای نامزدش با بهترین دوستش ازدواج کرد.
مری آن از پدر و مادرش خیلی کم سخن می‌گوید، مثلاً فقط از ورشکستگی پدرش و شریک تجاری اش می‌گوید اما وقتی خاله مارتا و عمو جورج را چندین بار معرفی می‌کند، برخی باور می‌کنند که او با آنها زندگی کرده‌است و ممکن است پدر و مادرش مرده باشند، و این شباهت دیگری با جادوگر اوز است. با این حال، به نظر می‌رسد والدین او در نجات او از جزیره گیلیگان هنوز زنده هستند.
مری آن سامرز خلبان اصلی نبود. آنها بانی را داشتند که منشی ای بود. او بلوندی شاد بود. نقش آن را نانسی مک‌کارتی بازی کرد. بانی همکار جینجر گرانت، سبزه ای بود که با کیت اسمیت هم‌بازی شده بود. بعد از خلبانی، شخصیت هر دو منشی تغییر کرد. بانی آن از کانزاس با بازی داون ولز جایگزین اسم حیوان دست آموزی شد. جینجر از یک دبیر به ستاره سینما به هالیوود با بازی تینا لوئیز تبدیل شد.